# NGC 6278
NGC 6278 este o galaxie lenticulară situată în constelația Hercule. A fost descoperită în 15 mai 1784 de către William Herschel. Se află la o distanță de 42,9 de megaparseci de Pământ.